# Человек в железной маске (фильм, 1939)
«Человек в железной маске» — приключенческий фильм, снятый по мотивам романа Александра Дюма (отца) «Виконт де Бражелон».

## Сюжет
Франция, XVII век. У Людовика XIII рождается наследник. В тот момент, когда он показывает маленького Луи народу, Анна Австрийская рожает второго близнеца. Кольбер (которого, кстати, в то время не могло быть при дворе Людовика) принимает решение во избежание гражданской войны скрыть от всех, в том числе от отца, рождение второго сына. Он принимает решение отдать второго ребенка на воспитание Д’Артаньяна, который должен содержать его в уединении в Гаскони. Принято решение назвать мальчика Филиппом.
Проходит 20 лет. На троне молодой Людовик XIV, который правит в богатстве, лености и разврате. Министр финансов Фуке вводит налог на соль.
Д'Артаньян хозяйничает в Гаскони, которую король Людовик XIII освободил от всех налогов, и вместе с тремя мушкетерами, а также с повзрослевшим и воспитанным как мушкетёр Филиппом прогоняет из Гаскони сборщиков податей. Людовик XIV подписывает подготовленный приказ об аресте бунтовщиков.
В Гаскони 19 королевских солдат арестовывают Д’Артаньяна, Атоса, Портоса, Арамиса и Филиппа. В Париже разразился соляной бунт. На инквизиционном процессе Людовик XIV узнает, что на него готовится покушение.
На следующее утро король собирается ехать поставить свечу за упокой души отца. В это время приводят арестованных бунтовщиков. Людовик собирается подписать подготовленный Фуке приказ об их повешении, но в это время Кольбер говорит о том, что один из бунтовщиков похож на короля.

## В ролях
- Луис Хейуорд — Людовик XIV / Филипп Гасконьский
- Джоан Беннетт — Мария Тереза
- Уоррен Уильям — Д’Артаньян
- Майлз Мэндер — Арамис
- Алан Хейл — Портос
- Берт Роуч — Атос
- Уолтер Кингсфорд — Кольбер
- Дорис Кенион — королева Анна
- Монтегю Лав — испанский посол
- Джозеф Шильдкраут — Фуке
- Марион Мартин — Луиза де Лавальер
- Альберт Деккер — Людовик XIII
- Найджел Де Брулир — кардинал Ришельё

## Особенности сюжета
- Конфликт между Фуке и Кольбером наличествует (правда, изменен до неузнаваемости).
- Есть сцена сватовства Людовика и Мария-Терезии.
- Есть сцена, когда Фуке бросается за Людовиком в Бастилию.
- За основу взята незначительная часть романа — второстепенная сюжетная линия о Железной маске.
- Большинство сюжетных линий отсутствует, оставшиеся видоизменены до неузнаваемости.
- в фильме Кольбер и Фуке не только присутствуют при рождении Людовика и Филиппа, но они ещё приближены к Людовику XIII (историческая неточность).
- Д’Артаньяна назначили опекуном маленького Филиппа и сослали в Гасконь, что противоречит сюжету романа «20 лет спустя», время действия которого — примерно через 5 лет после рождения близнецов.
- Луиза де Лавальер не была любовницей короля во время сватовства испанской инфанты. В то время король ещё был увлечён племянницами Мазарини. Луиза появится позже.
- Некий кардинал венчает Филиппа и Марию-Терезу, но он лишён власти. В это время властвовал Мазарини. Лишь после его смерти Людовик приблизил по его совету Кольберa.
- В фильме погибает Арамис. У Дюма он единственный из мушкетёров остается жив.
- Арест Фуке Д’Артаньяном — реальное историческое событие — превратилось по сути в убийство Фуке.
- Фуке убивает Луизу де Лавальер. У Дюма она осталась жива и оплакивала виконта де Бражелона, который отсутствует в данной экранизации.